# Richard Loncraine
Richard Loncraine (20 de outubro de 1946 - Cheltenham, Inglaterra) é um realizador britânico, vencedor do Emmy e indicado ao BAFTA de cinema britânico e diretor de televisão.

## Filmografia

### Filmes
- Slade in Flame (1975)
- Full Circle (1977)
- The Missionary (1982)
- Brimstone and Treacle (1982)
- Bellman and True (1987)
- Richard III (1995)[1]
- My House in Umbria (2003)
- Wimbledon  (2004)
- Firewall  (2006)
- My One and Only  (2009)
- 5 Flights Up  (2014)

### Televisão
- Secret Orchards (1979)
- Blade on the Feather (1980)
- Wide-Eyed and Legless (1993)
- Band of Brothers  (2001)
- The Gathering Storm  (2002)
- The Special Relationship  (2010)[2]